# Oscaruddelingen 2000
Oscaruddelingen 2000 var den 72. oscaruddeling, hvor de bedste film fra 1999 blev hædret af Academy of Motion Picture Arts and Sciences. Uddelingen blev afholdt 26. marts 2000 i Shrine Auditorium i Los Angeles, Californien, USA. Værten var Billy Crystal.

## Vindere og nominerede
Vindere står øverst, er skrevet i fed.
| Bedste film - American Beauty – Bruce Cohen og Dan Jinks, producere - Æblemostreglementet – Richard N. Gladstein, producer - Den Grønne Mil – Frank Darabont og David Valdes, producere - The Insider – Pieter Jan Brugge og Michael Mann, producere - Den sjette sans – Frank Marshall, Kathleen Kennedy og Barry Mendel, producere                                                                           | Bedste instruktør - Sam Mendes – American Beauty - Spike Jonze – Being John Malkovich - Lasse Hallström – Æblemostreglementet - Michael Mann – The Insider - M. Night Shyamalan – Den sjette sans |
| Bedste mandlige hovedrolle - Kevin Spacey – American Beauty som Lester Burnham - Russell Crowe – The Insider som Jeffrey Wigand - Richard Farnsworth – The Straight Story som Alvin Straight - Sean Penn – Dur og mol som Emmet Ray - Denzel Washington – The Hurricane som Rubin Carter | Bedste kvindelige hovedrolle - Hilary Swank – Boys Don't Cry som Brandon Teena - Annette Bening – American Beauty som Carolyn Burnham - Janet McTeer – Tumbleweeds som Mary Jo Walker - Julianne Moore – Enden på legen som Sarah Miles - Meryl Streep – Music of the Heart som Roberta Guaspari |
| Bedste mandlige birolle - Michael Caine – Æblemostreglementet som Dr. Wilbur Larch - Tom Cruise – Magnolia som Frank T.J. Mackey - Michael Clarke Duncan – Den Grønne Mil som John Coffey - Jude Law – The Talented Mr. Ripley som Dickie Greenleaf - Haley Joel Osment – Den sjette sans som Cole Sear | Bedste kvindelige birolle - Angelina Jolie – Girl, Interrupted som Lisa Rowe - Toni Collette – Den sjette sans som Lynn Sear - Catherine Keener – Being John Malkovich som Maxine Lund - Samantha Morton – Dur og mol som Hattie - Chloë Sevigny – Boys Don't Cry som Lana Tisdel |
| Bedste originale manuskript - American Beauty – Alan Ball - Being John Malkovich – Charlie Kaufman - Magnolia – Paul Thomas Anderson - Den sjette sans – M. Night Shyamalan - Topsy-Turvy – Mike Leigh | Bedste manuskript baseret på materiale, der tidligere er produceret eller udgivet - Æblemostreglementet – John Irving baseret på hans roman - Election – Alexander Payne og Jim Taylor fra romanen af Tom Perrotta - Den Grønne Mil – Frank Darabont baseret på romanen af Stephen King - The Insider – Eric Roth og Michael Mann baseret på en artikel i Vanity Fair, "The Man Who Knew Too Much" af Marie Brenner - The Talented Mr. Ripley – Anthony Minghella baseret på romanen af Patricia Highsmith |
| Bedste fremmedsprogede film - Alt om min mor (Spanien) – Pedro Almodóvar - Est - Ouest (Frankrig) – Régis Wargnier - Himalaya (Nepal) – Éric Valli - Solomon and Gaenor (Storbritannien) – Paul Morrison - Under solen (Sverige) – Colin Nutley | Bedste dokumentar - One Day in September – Arthur Cohn og Kevin Macdonald - Buena Vista Social Club – Wim Wenders og Ulrich Felsberg - Genghis Blues – Roko Belic og Adrian Belic - On the Ropes – Nanette Burstein og Brett Morgen - Speaking in Strings – Paola di Florio og Lilibet Foster |
| Bedste korte dokumentar - King Gimp – Susan Hannah Hadary og William A. Whiteford - Eyewitness – Bert Van Bork - The Wildest Show in the South: The Angola Prison Rodeo – Simeon Soffer and Jonathan Stack | Bedste kortfilm - My Mother Dreams the Satan's Disciples in New York – Barbara Schock and Tammy Tiehel - Bror, min bror – Henrik Ruben Genz og Michael W. Horsten - Killing Joe – Mehdi Norowzian and Steve Wax - Kleingeld – Marc-Andreas Bochert and Gabriele Lins - Stora & små mirakel – Marcus Olsson |
| Bedste korte animationsfilm - Den gamle mand og havet – Alexander Petrov - 3 jomfruer – Paul Driessen - Humdrum – Peter Peake - My Grandmother Ironed the King's Shirts – Torill Kove - When the Day Breaks – Wendy Tilby og Amanda Forbis | Bedste musik - Le violon rouge – John Corigliano - American Beauty – Thomas Newman - Angelas aske – John Williams - Æblemostreglementet – Rachel Portman - The Talented Mr. Ripley – Gabriel Yared |
| Bedste sang - "You'll Be in My Heart" fra Tarzan – Musik og tekst af Phil Collins - "Blame Canada" fraSouth Park: Bigger, Longer & Uncut – Musik og tekst af Trey Parker og Marc Shaiman - "Music of My Heart" fra Music of the Heart – Musik og tekst af Diane Warren - "Save Me" fra Magnolia – Musik og tekst af Aimee Mann - "When She Loved Me" fra Toy Story 2 – Musik og tekst af Randy Newman          | Bedste redigering af lydeffekter - The Matrix – Dane Davis - Fight Club – Ren Klyce og Richard Hymns - Star Wars Episode I: Den usynlige fjende – Ben Burtt og Tom Bellfort |
| Bedste lyd - The Matrix – John T. Reitz, Gregg Rudloff, David E. Campbell og David Lee - Den Grønne Mil – Robert J. Litt, Elliot Tyson, Michael Herbick og Willie D. Burton - The Insider – Andy Nelson, Doug Hemphill og Lee Orloff - Mumien – Leslie Shatz, Chris Carpenter, Rick Kline og Chris Munro - Star Wars Episode I: Den usynlige fjende – Gary Rydstrom, Tom Johnson, Shawn Murphy og John Midgley | Bedste scenografi - Sleepy Hollow – Rick Heinrichs og Peter Young - Anna og kongen – Luciana Arrighi og Ian Whittaker - Æblemostreglementet – David Gropman og Beth Rubino - The Talented Mr. Ripley – Roy Walker og Bruno Cesari - Topsy-Turvy – Eve Stewart, Eve Stewart og John Bush |
| Bedste fotografering - American Beauty – Conrad Hall - Enden på legen – Roger Pratt - The Insider – Dante Spinotti - Sleepy Hollow – Emmanuel Lubezki - Sneen på cedertræerne – Robert Richardson | Bedste makeup - Topsy-Turvy – Christine Blundell og Trefor Proud - Spionen der duskede mig – Michèle Burke og Mike Smithson - Robotmennesket – Greg Cannom - Venner for livet – Rick Baker |
| Bedste kostumer - Topsy-Turvy – Lindy Hemming - Anna og kongen – Jenny Beavan - Sleepy Hollow – Colleen Atwood - The Talented Mr. Ripley – Ann Roth og Gary Jones - Titus – Milena Canonero | Bedste klipning - The Matrix – Zach Staenberg - American Beauty – Tariq Anwar og Christopher Greenbury - Æblemostreglementet – Lisa Zeno Churgin - The Insider – William Goldenberg, Paul Rubell og David Rosenbloom - Den sjette sans – Andrew Mondshein |
| Bedste visuelle effekter - The Matrix – John Gaeta, Janek Sirrs, Steve Courtley og Jon Thum - Star Wars Episode I: Den usynlige fjende – John Knoll, Dennis Muren, Scott Squires og Rob Coleman - Stuart Little – John Dykstra, Jerome Chen, Henry F. Anderson III og Eric Allard | |

### Æres-Oscar
- Andrzej Wajda

### Irving G. Thalberg Memorial Award
- Warren Beatty